# Lista dos deputados estaduais de Santa Catarina – 14.ª legislatura (1999–2003)
Lista dos deputados estaduais de Santa Catarina - 14ª legislatura (1999 — 2003).

## Composição das bancadas
| Partido | Líder                 | Bancada | Posição      |
| ------- | --------------------- | ------- | ------------ |
| PPB     | Milton Sander         | 10 / 40 | Governo      |
| PMDB    | Romildo Titon         | 10 / 40 | Oposição     |
| PFL     | Paulo Bornhausen      | 9 / 40  | Governo      |
| PT      | Neodi Saretta         | 5 / 40  | Oposição     |
| PSDB    | João de Oliveira Rosa | 3 / 40  | Independente |
| PDT     | Jaime Mantelli        | 2 / 40  | Oposição     |
| PTB     | Sandro Tarzan         | 1 / 40  | Governo      |

## Deputados estaduais
| Número | Deputados estaduais eleitos | Partido | Votação | Percentual | Cidade onde nasceu | Unidade federativa |
| 25123  | Paulo Bornhausen            | PFL     | 61.254  | 2,46%      | Blumenau           | Santa Catarina     |
| 25100  | Cesar Souza                 | PFL     | 48.493  | 1,94%      | Rio do Sul         | Santa Catarina     |
| 11222  | Gilmar Knaesel              | PPB     | 36.986  | 1,48%      | Pomerode           | Santa Catarina     |
| 11233  | Reno Caramori               | PPB     | 35.136  | 1,41%      | Getúlio Vargas     | Rio Grande do Sul  |
| 15220  | Herneus de Nadal            | PMDB    | 34.313  | 1,38%      | Palmitos           | Santa Catarina     |
| 25210  | Adelor Vieira               | PFL     | 33.299  | 1,34%      | Blumenau           | Santa Catarina     |
| 25456  | Wilson Wan-Dall             | PFL     | 32.811  | 1,32%      | Gaspar             | Santa Catarina     |
| 25200  | Onofre Agostini             | PFL     | 30.553  | 1,23%      | Ipê                | Rio Grande do Sul  |
| 25211  | João Macagnan               | PFL     | 30.471  | 1,22%      | Água Doce          | Santa Catarina     |
| 25222  | Ciro Roza                   | PFL     | 29.848  | 1,20%      | Blumenau           | Santa Catarina     |
| 11135  | Lício Mauro da Silveira     | PPB     | 29.723  | 1,19%      | Joinville          | Santa Catarina     |
| 25777  | Nilson Gonçalves            | PFL     | 29.423  | 1,18%      | Curitiba           | Paraná             |
| 25999  | Heitor Sché                 | PFL     | 29.334  | 1,18%      | Rio do Sul         | Santa Catarina     |
| 11211  | Milton Sander               | PPB     | 28.884  | 1,16%      | Chapecó            | Santa Catarina     |
| 15270  | Romildo Titon               | PMDB    | 28.834  | 1,16%      | Tangará            | Santa Catarina     |
| 15104  | Narcizo Parisotto           | PMDB    | 27.335  | 1,10%      | Concórdia          | Santa Catarina     |
| 45123  | Jorginho Mello              | PSDB    | 26.825  | 1,08%      | Ibicaré            | Santa Catarina     |
| 15010  | Rogério Peninha             | PMDB    | 25.044  | 1,00%      | Nova Trento        | Santa Catarina     |
| 13200  | Neodi Saretta               | PT      | 24.862  | 1,00%      | Jaborá             | Santa Catarina     |
| 15144  | Gelson Sorgato              | PMDB    | 24.685  | 0,99%      | Antônio Prado      | Rio Grande do Sul  |
| 11223  | Joares Ponticelli           | PPB     | 24.557  | 0,98%      | Pouso Redondo      | Santa Catarina     |
| 11271  | Ivan Ranzolin               | PPB     | 24.471  | 0,98%      | Lages              | Santa Catarina     |
| 11113  | Odete de Jesus              | PPB     | 24.305  | 0,97%      | União da Vitória   | Paraná             |
| 11245  | Odacir Zonta                | PPB     | 23.869  | 0,96%      | Encantado          | Rio Grande do Sul  |
| 13111  | Volnei Morastoni            | PT      | 23.711  | 0,95%      | Rio do Sul         | Santa Catarina     |
| 15157  | Manoel Mota                 | PMDB    | 22.919  | 0,92%      | Araranguá          | Santa Catarina     |
| 15194  | Luiz Roberto Herbst (Beto)  | PMDB    | 22.380  | 0,90%      | Mafra              | Santa Catarina     |
| 13133  | Pedro Uczai                 | PT      | 22.083  | 0,89%      | Descanso           | Santa Catarina     |
| 15109  | Ronaldo Benedet             | PMDB    | 21.815  | 0,87%      | Criciúma           | Santa Catarina     |
| 13613  | Francisco de Assis Nunes    | PT      | 21.677  | 0,87%      | Imaruí             | Santa Catarina     |
| 15140  | Ivo Konell                  | PMDB    | 21.151  | 0,85%      | Jaraguá do Sul     | Santa Catarina     |
| 11166  | Valmir Comin                | PPB     | 20.918  | 0,84%      | Siderópolis        | Santa Catarina     |
| 11666  | Nelson Goetten              | PPB     | 20.359  | 0,82%      | Taió               | Santa Catarina     |
| 15180  | Moacir Sopelsa              | PMDB    | 19.484  | 0,78%      | Concórdia          | Santa Catarina     |
| 13123  | Ideli Salvatti              | PT      | 15.676  | 0,63%      | São Paulo          | São Paulo          |
| 12234  | Jaime Mantelli              | PDT     | 15.597  | 0,63%      | Chapecó            | Santa Catarina     |
| 12222  | Afonso Spaniol              | PDT     | 15.291  | 0,61%      | Itapiranga         | Santa Catarina     |
| 45623  | Jaime Duarte                | PSDB    | 13.277  | 0,53%      | Orleans            | Santa Catarina     |
| 45611  | João Rosa                   | PSDB    | 12.924  | 0,52%      | Ponte Alta         | Santa Catarina     |
| 14292  | Sandro Tarzan               | PTB     | 12.309  | 0,49%      | São Joaquim        | Santa Catarina     |